# Velikovți, Tărgoviște
Velikovți (în bulgară Великовци) este un sat în comuna Antonovo, regiunea Tărgoviște,  Bulgaria. 

## Demografie
Componența etnică a satului Velikovți
     Turci (79,71%)
     Bulgari (4,34%)
     Nicio identificare (15,94%)
     Altele (0%)
La recensământul din 2011, populația satului Velikovți era de 69 locuitori. Din punct de vedere etnic, majoritatea locuitorilor (79,71%) erau turci, cu o minoritate de bulgari (4,34%). Pentru 15,94% din locuitori nu este cunoscută apartenența etnică.